# Châtelperronienkulturen

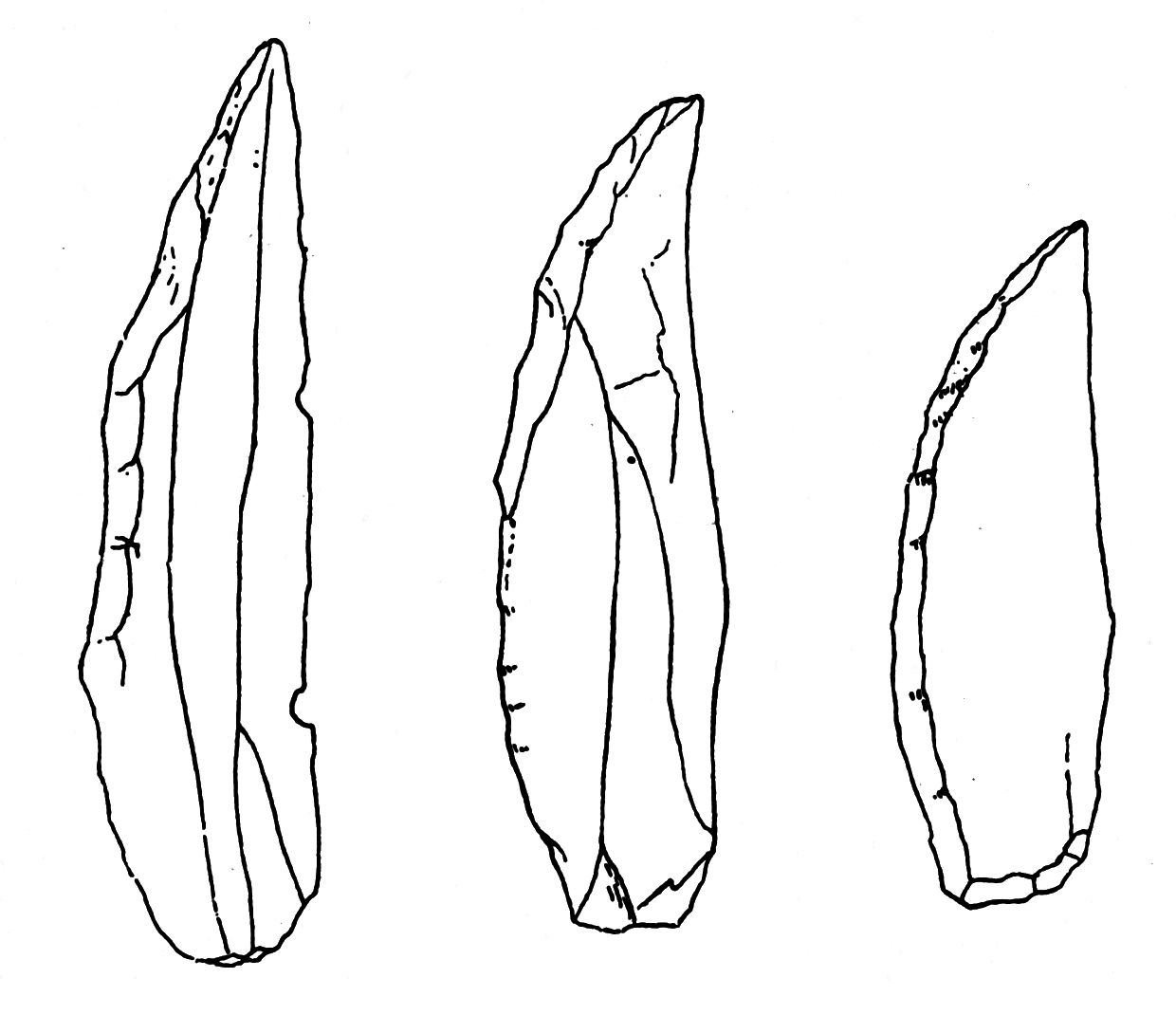
Spetsar från Châtelperron

Châtelperronienkulturen är den paleolitiska kultur som inleder den franska senpaleolitiskiska sekvensen. Den dateras till ungefär  35000–29000 f.Kr. Den har sitt namn efter fyndorten Châtelperron.

## Den franska sekvensen
Den serie av fynd från de franska grottorna som genom sin prioritet inom forskningens historia, sin mångfald och sin kulturella rikedom alltfort kan göra anspråk på en alldeles speciell uppmärksamhet inleddes flera tusen år senare än i vissa delar av Sydvästasien och troligen också än i Cyrenaica.  
Châtelperronien, den kultur som inleder den franska sekvensen, karakteriseras mycket klart av en stor spånkniv med konvex, brant retuscherad rygg, som troligen hölls i handen. I de samlingar som existerar inrymmer châtelperronienfynden ofta också moustérienformer, men detta kan bero på uppblandning med material från underliggande lager innan arkeologerna nått sin nuvarande utgrävningsskicklighet. Om de båda olika elementen verkligen tillhör samma industri, uppstår genast frågan huruvida detta bör tolkas som ett bevis för en lokal utveckling av châtelperronien eller som resultatet av att en spån- och stickeltradition utifrån nått en inhemsk mellanpaleolitisk kultur. 
Fyndet av en yngre neanderthalare i Saint-Césaire i Frankrike med associerade Chatelperronienfynd har lett vissa forskare att tolka Chatelperronien som en neanderthalkultur, medan andra fortsatt serdet som inblandning av äldre fynd i yngre lager.
Châtelperronien avlöses av Aurignacienkulturen.